# Duroia saccifera
Duroia saccifera är en måreväxtart som först beskrevs av Carl Friedrich Philipp von Martius, Schult. och Julius Hermann Schultes, och fick sitt nu gällande namn av Karl Moritz Schumann. Duroia saccifera ingår i släktet Duroia och familjen måreväxter. Inga underarter finns listade i Catalogue of Life.